# Rivomanatsoa Rasolonanahary
Rivomanatsoa Rasolonanahary (ur. 3 maja 1977) – madagaskarski piłkarz, grający na pozycji pomocnika. Reprezentant kraju. 

## Kariera klubowa
W swojej karierze grał w klubach USCA Foot i Iarivo FC.

## Kariera reprezentacyjna
Rozegrał 8 meczów dla reprezentacji Madagaskaru w latach 2000–2006.